# Starý Tekov
Starý Tekov és un poble i municipi d'Eslovàquia que es troba a la regió de Nitra, al sud-oest del país. El 2011 tenia 1.428 habitants.

## Història
La primera menció escrita de la vila es remunta al 1075.

## Demografia
| Godina             | 1994 | 2004   | 2014   | 2024    |
| ------------------ | ---- | ------ | ------ | ------- |
| Nombre de persones | 1490 | 1467   | 1414   | 1597    |
| Diferència         |      | −1,54% | −3,61% | +12,94% |

| Godina             | 2023 | 2024   |
| ------------------ | ---- | ------ |
| Nombre de persones | 1548 | 1597   |
| Diferència         |      | +3,16% |